# 庄子镇
庄子镇，是中华人民共和国河南省商丘市民权县下辖的一个乡镇级行政单位。
2012年，撤销顺河乡，设立庄子镇。

## 行政区划
顺河乡下辖以下地区：
张楼村、孙庄村、朱吴庄村、边庄村、安堂村、帅庄村、李胡同村、张庄村、吕庄村、流通村、老庄村、史楼村、化庄村、王东村、张井村、田庄村、大安村、史安村、史先村、魏楼村、李楼村和王西村。